# Hua Chenyu
Dans ce nom chinois, le nom de famille, Hua, précède le nom personnel.
Pour les articles homonymes, voir Hua.
Hua Chenyu (en chinois : 华晨宇, aussi connu sous le nom de HuaHua, en chinois : 花花, né le 7 février 1990 à Shiyan, est un chanteur et un compositeur chinois.
Hua a commencé à être célèbre après avoir remporté le concours de chant Super Boy 2013, produit par Hunan TV, en Chine. Il a sorti son premier album, Quasimodo's Gift, en septembre 2014. Son deuxième album Aliens sort en décembre 2015. Son premier concert, Mars a lieu à Pékin le 6 septembre 2014, avant même la sortie de son premier album. Plus de 10 000 billets ont été vendus en moins de deux minutes, battant plusieurs records et faisant de lui le premier chanteur chinois de sa génération à organiser des concerts dans une grande arène[réf. nécessaire]. Un concert supplémentaire le 7 septembre a ensuite été annoncé et vendu à cause d'une forte demande. Le 7 mars 2017, il sort son troisième album H.

## Biographie
Hua Chenyu est né dans une famille aisée le 7 février 1990 à Shiyan. Ses parents divorcent alors qu'il est âgé de deux ans et il vit avec son père pendant son enfance. Il commence à jouer de la flûte à l'âge de six ans, puis il prend des leçons de piano durant cinq années.

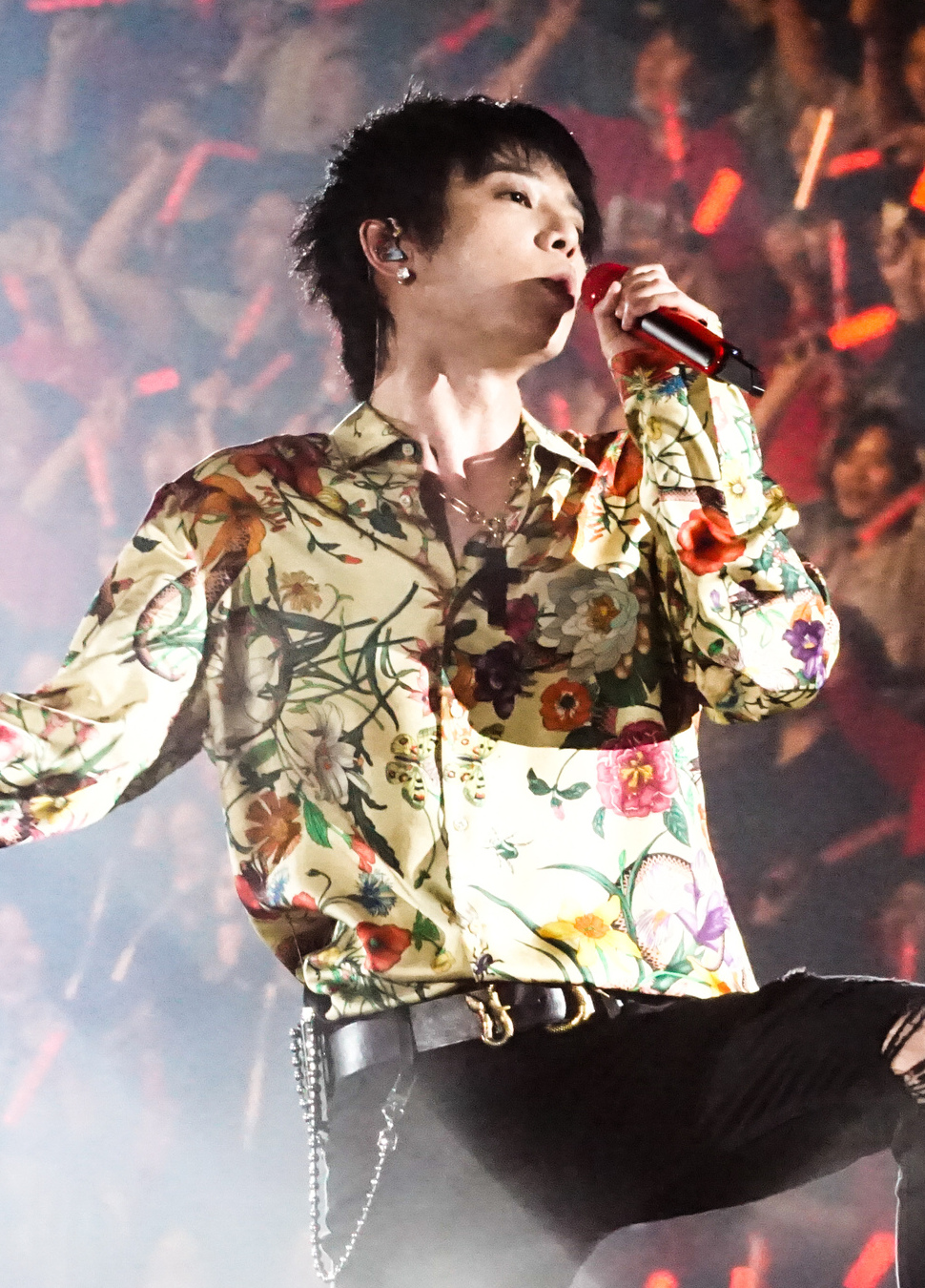
Hua Chenyu lors d'un concert en mars 2017.

À la fin de ses études secondaires, il part résider à Wuhan. Là, il s'inscrit au lycée des beaux-arts, en 2010 et réussit l'examen d'entrée. Il entre ensuite au Conservatoire de musique de Wuhan, pour y étudier la musique du style Mandopop. Il devient le chanteur titulaire du groupe de rock Conseer. Il a ensuite rejoint le Berklee College of Music où il est étudiant jusqu'en mars 2017.

## Filmographie
| Annéz | Titre                           | Rôle        | Directeur                 | Notes              |
| ----- | ------------------------------- | ----------- | ------------------------- | ------------------ |
| 2013  | 我就是我 I Am Here              | Lui-même    | Lixin Fan (范立欣)        |                    |
| 2014  | 卡西莫多的礼物 Quasimodo's Gift | Kaxi (卡西) | Zoe Peng[réf. nécessaire] | Musical Micro Film |

## Discographie
- 卡西莫多的禮物 (Quasimodo's Gift) (2014)
- 異類 (Aliens) (2015)
- H (2017)
- 新世界 (New World) (2020)